# Áedán mac Gabráin
Áedán mac Gabráin (... – 17 aprile 609) fu re di Dalriada dal 574 circa fino al 603 circa.
Il regno di Dalriada che si componeva grosso modo dell'attuale regione di Argyll e Bute in Scozia e della Contea di Antrim in Irlanda. I genealogisti lo vogliono figlio di Gabrán mac Domangairt e lo collocano come contemporaneo di Columba di Iona e molti dei dettagli sulla sua vita si ricavano da opere sul santo come l'Agiografia ad opera di Adamnano di Iona, la Vita di San Colomba. Áedán appare anche in opere scritte in antico e medio irlandese sia in prosa che in versi e che, parzialmente, sono andate perdute.
Gli Annali irlandesi ricordano che egli condusse diverse spedizioni nella Bretagna settentrionale, nell'Isola di Man, nelle Isole Orcadi e sulle coste orientali della Scozia. Come ricordato da Beda il Venerabile Áedán venne definitivamente sconfitto da Aethelfrith di Bernicia alla Battaglia di Degsastan in seguito alla quale egli si ritirò o venne costretto ad abdicare. La sua morte viene collocata il 17 aprile 609.

## Le fonti
Molti dei dettagli sulla vita di Áedán provengono dalla Historia ecclesiastica gentis Anglorum di Beda il Venerabile, dagli Annali irlandesi e in maniera più specifica dagli Annali dell'Ulster e da quelli di Tigernach oltre che dalla Vita di San Colomba. Il Senchus fer n-Alban, un testo in Antico irlandese che si occupa della genealogia di Dalriada annota sia la sua ascendenza che i suoi più vicini discendenti. Nessuna di queste opere è tuttavia a lui coeva, la Vita di San Colomba venne scritta da Adamnano di Iona probabilmente nel tardo VII secolo, in occasione del centenario della morte del santo, e incorpora al suo interno frammenti di opere precedenti quali la Virtutibus Sancti Columbae di Cumméne Find che venne scritta nel decennio del 640 e che è poi andata persa. Le opere di Beda sono di circa trent'anni posteriori rispetto a quella di Adamnano e anche i vari annali sono posteriori anche di un paio di secoli.
Il manoscritto chiamato MS Rawlinson B 502 contiene il racconto chiamato Gein Branduib maic Echach ocus Aedáin maic Gabráin (la nascita di Brandub, figlio di Eochu e di Aedán figlio di Gabrán). In esso si narra che Aedán fosse il gemello di Brandub mac Echach, uno dei Sovrani del Leinster, appartenenti alla famiglia degli Uí Cheinnselaig, e che venne scambiato alla nascita per una delle figlie gemelle di Gabrán, nate nella stessa notte, così che ogni famiglia potesse avere un maschio. Anche il poema storico La profezia di Berchán lega la figura di Aedán alla dinastia di Leinster, tuttavia diversi storici credono che non vi siano prove certe al di là di questi racconti tradizionali. Anche altri poemi come Echtra citano la figura di Aedán e nel caso specifico si ritiene che questo venne scritto per volere di Diarmait mac Maíl na mBó (morto 7 febbraio 1072), un discendente di Brandub che lo avrebbe commissionato allo scopo di cementare la propria alleanza con Malcolm III di Scozia che sosteneva di essere un discendente di Aedán. Anche nel poema epico Scéla Cano meic Gartnáin Áedán vi viene citato, ma si ritiene che gli eventi che lo hanno ispirato siano accaduti nel corso del VII secolo. Egli appare anche in diversi poemi di origine gallese, facendone uno dei pochi personaggi non britannici della tradizione gallese.

## I regni vicini
Posto che la sua data di nascita o chi siano davvero i suoi genitori non è dato sapere, quel che si conosce di sicuro su Aedán è che fu uno dei Sovrani di Dalriada e che governò quindi sui capi di diverse altre tribù. Il Senchus fer n-Alban annota come il Dalriada era suddiviso nel corso del VII e VIII secolo, ma non come lo era ai tempi di Aedán. Un paio di secoli dopo la regione era divisa in piccoli sotto regni ognuno dei quali era retto da una famiglia il cui nome si rifaceva a quello del loro fondatore. C'erano quindi i Cenél nGabráin che prendevano il nome da Gabrán mac Domangairt, l'uomo cui la tradizione attribuisce la paternità di Aedán, che governavano sul Kintyre, la penisola di Cowal e l'Isola di Bute, v'erano i discendenti di Loarn di Dalriada che regnavano sull'Argyll e la gente di Cenél nÓengusa che governava l'Islay. Le divisioni che invece riguardavano la sola Irlanda non sono sufficientemente chiare.
Uscendo fuori dai confini, gli abitanti di Dalriada si trovavano vicino le popolazioni dei Pitti e dei Britanni che si trovavano nell'Yr Hen Ogledd, che è attualmente costituito dall'Inghilterra settentrionale e dalle Lowlands scozzesi meridionali. Il più vasto dominio britannico era il Regno di Alt Cut che divenne poi noto come Regno di Strathclyde e di Cumbria, più avanti, verso la fine della vita di Aedán anche il Regno di Bernicia assunse una certa importanza nel nord dell'Inghilterra.
In Irlanda Dalriada si componeva di parte dell'attuale Ulster governato da Báetán mac Cairill (morto 581) che regnava sulle tribù di Dál Fiatach, nella regione vivevano anche, in maniera disorganizzata, i Cruithne che più avanti vennero conosciuti come i Dál nAraidi. Il più importante di questi, all'epoca di Aedán, fu Fiachnae mac Báetáin (morto 626). Oltre i confini dell'Ulster si trovavano genti per lo più ostili ai Dalriada come i membri della dinastia Uí Néill e i loro alleati, o assoggettati, di costoro il sovrano più importante coevo a Aedán fu Áed mac Ainmuirech della famiglia dei Cenél Conaill.

## Il regno
Sia Adomnano, che il Senchus fer n-Alban, che gli Annali sostengono che Aedán era figlio di Gabrán mac Domangairt e che sua madre era una delle figlie di Dumnagual I di Alt Clut, anche il trattato gallese Bonedd Gwŷr y Gogledd (I discendenti degli uomini del nord) trae la stessa conclusione anche se la genealogia è meno definita. Viene anche citato uno dei suoi fratelli, tale Eoganán, la cui morte viene annotata attorno al 597, il Senchus cita altri tre fratelli, Cuildach, Domnall e Domangart. Se del primo e dell'ultimo non si sa niente Adomnano nella sua opera un certo Ioan figlio di Conall, figlio di Domnall, tuttavia non tutti sono unanimi nel considerare tale Domnall come lo stesso uomo che fu, eventualmente, il fratello di Aedán. 
Aedán doveva essere sui 45 anni quando divenne re a seguito della morte dello zio Conall mac Comgaill e la sua ascesa potrebbe essere stata oggetto di contesa giacché Adomnano afferma che San Colomba avrebbe preferito veder salire al trono suo fratello Eoganán, anche se pare che alla fine fu lo stesso santo a consacrarlo re, primo esempio di un'ordinazione di tal fatta in Irlanda e in Britannia.
Nel 574 a seguito della morte di Conall gli Annali dell'Ulster e di Tingernach annotano una battaglia detta di Teloch o di Delgu, il luogo preciso in cui avvenne non è noto, e in essa morirono molti parenti ed alleati di Gabrán. L'anno seguente presso la cittadina di Limavady si tenne un consesso in cui erano presenti sia Colomba che Aedán il cui scopo era quello di discutere lo stato in cui versava il regno. Alla fine si decise che mentre le flotte avrebbero continuato a servire gli Uí Néill nessun altro tributo sarebbe stato versato loro e che i guerrieri che avrebbero combattuto per il clan sarebbero stati presi solo dalle terre che i Dàl Riata avevano in Irlanda.
La ragione di questo accordo si crede vada ricercata nelle minacce che il re Báetán mac Cairill aveva fatto ad Aedán che furono tanto convincenti da indurlo a rendergli omaggio presso Islandmagee. Báetán morì nel 581 e dopo la sua dipartita gli uomini dell'Ulster abbandonarono l'Isola di Man, che era stata presa proprio da lui, forse perché scacciati dagli uomini di Aedán come si potrebbe evincere da una battaglia che vi ebbe luogo nel 583. Sempre nello stesso periodo pare che Aedán abbia razziato le Orcadi che in quegli anni erano sotto il dominio di Bridei I dei Pitti.
È possibile che la battaglia combattuta contro l'Isola di Man sia confusa con quella che Aedán fece contro i Miathi, una tribù identificabile con gli antichi Meati che vivevano nell'area superiore del Forth. La campagna, quale che sia stata, ebbe successo, ma secondo Adomnano due dei suoi figli, Artúr ed Eochaid Find, furono uccisi in battaglia. Si ritiene che questo scontro possa aver avuto luogo attorno al 590 e viene ricordato come la battaglia di Leithreid.
Il poema storico la Profezia di Berchán annota che l'unico scontro noto che Aedán ebbe con i Pitti si verificò attorno al 599 presso Circinn e, sempre secondo il poema, è qui che i suoi figli persero la vita. Alcuni storici tuttavia ritengono che il poema si confonda con la battaglia di Asreth, combattuta nello stesso posto, avvenuta all'incirca nel 584 e nel quale Bridei perse la vita, uno scontro che vide, peraltro, i Pitti combattere l'uno contro l'altro.
Diverse fonti gallesi annotano che una guerra ebbe luogo fra Riderch Hael di Alt Clut, che divenne poi noto come il Regno di Strathclyde, ed Áedán. Adomnano scrive che Riderch mandò un monaco a nome Liugbe a Iona perché parlasse con San Colomba perché voleva sapere se sarebbe stato o meno massacrato dai propri nemici. Le Triadi gallesi raccontano che i saccheggi che Áedán fece ad Alt Clut furono fra i tre peggiori mai perpetrati in Britannia e un poema gallese racconta di uno scontro fra i due sovrani.

## La fine
La battaglia che ebbe luogo a Degsastan attorno al 603 non fu il primo conflitto che vide coinvolti gli uomini di Dal Riada e di Bernicia. Rispetto al motivo per cui si scatenò lo scontro Beda scrive che Áedán era preoccupato per la crescente avanzata di Aethelfrith di Bernicia. La battaglia vide la decisiva sconfitta di Áedán per quanto anche il suo rivale avesse subito pesanti perdite fra cui il fratello Teobaldo che venne ucciso insieme a tutti i suoi uomini da Máel Umai mac Báetáin (morto 608 circa), figlio del defunto Alto re d'Irlanda Báetán mac Ninneda (morto 586).
Dopo la sconfitta a Degsastan non vi sono più notizie di Áedán per circa sei anni quando ricompare nelle cronache che ne citano la morte avvenuta attorno al 17 aprile 609.